# گونتر رال
گونتر رال (۱۰ مارس ۱۹۱۸ - ۴ اکتبر ۲۰۰۹) نظامی بلندپایه و خلبان تک‌خال آلمانی در دوره رایش سوم بود که در جریان جنگ جهانی دوم در لوفت‌وافه خدمت کرد. او با حصول ۲۷۵ پیروزی هوایی، پس از اریش هارتمان و گرهارت بارکهورن، سومین خلبان برتر جنگنده تاریخ به حساب می‌آید.

## زندگی‌نامه
گونتر رال در شهر گاگناو در منطقه جنگل سیاه متولد شد و پدرش یک تاجر بود در سال ۱۹۳۶ به دانشکده افسری درسدن رفت و به تشویق یکی از دوستانش به نیروی هوایی پیوست و در دو سال بعد فارغ‌التحصیل شد وی نخستین رزم خود را در نبرد فرانسه تجربه نمود بعد از موفقیت‌های او در نبرد فرانسه او به عنوان فرمانده اسکادران هشتم در نبرد بریتانیا شرکت کرد ولی موفق نبود سپس او را به جبهه شرق منتقل کردند و او بسیار موفق کار کرد و نقش‌های تعیین‌کننده ای برای تسخیر جزیره کرت و مبارزه با نیروهای شوروی و طی پنج روز اسکادران به فرماندهی او موفق به نابودی ۵۰ هواپیمای روسی شد. در ۲۸ نوامبر ۱۹۴۱ ۳۷امین پیروزی خود را به دست آورد اما خود نیز به شدت مجروح شد او بسیار سعی کرد تا فرود بیاید ولی نتوانست و سقوط کرد خدمهٔ یک تانک آلمانی او را از میان لاشه‌های هواپیما نجات دادند عکس برداری از او نشان می‌داد که کمر او از سه نقطه شکسته‌است و دیگر نمی‌تواند به خلبانی ادامه دهد اما پس از یک سال او دوباره به صحنهٔ نبرد بازگشت و موفق به افزایش رکوردهای خود به ۱۰۱ پیروزی رساند و در سپتامبر همان سال او مفتخر به دریافت صلیب شوالیه و در ماه نوامبر موفق به دریافت برگ بلوط از طرف شخص آدولف هیتلر نایل شد. سپس او در طی چند سال موفق به رسیدن به درجهٔ سرگردی شد.

## بعد از جنگ
بعد از جنگ به اسارت نیروهای آمریکایی درآمد و پس از آزادی به آلمان برگشت. در شرکت زیمنس مشغول به کار شد. در سال ۱۹۵۶ به بوندس‌ور پیوست و به درجه سپهبدی رسید. سرانجام او در ۴ اکتبر ۲۰۰۹ درگذشت.